# 잠실철교
잠실철교(蠶室鐵橋)는 서울특별시 광진구 구의동과 송파구 신천동을 잇는 도로 겸 철도 다리이다. 1977년 착공하여 1979년 완공하였으며, 서울에서 도로와 철도가 같이 통행할 수 있도록 놓인 최초의 다리이다.
서울 지하철 2호선 강변역과 잠실나루역을 잇고 있다. 철도 양 옆으로 편도 1차선 도로가 놓여 있어 차량이 통행할 수 있었으나, 신천동 방향의 도로는 자전거도로로 변경되어 차량이 통행할 수 없게 되었다. 현재 강변북로는 모든 방면에서 진출만 가능하고, 올림픽대로에서는 진입이 불가능하다.(안전펜스로 차단됨)

## 역사
- 1977년 11월 1일: 착공
- 1979년 10월 30일: 완공, 도로 통행 개시
- 1980년 10월 31일: 서울 지하철 2호선 1단계 개통, 철도 운행

## 갤러리

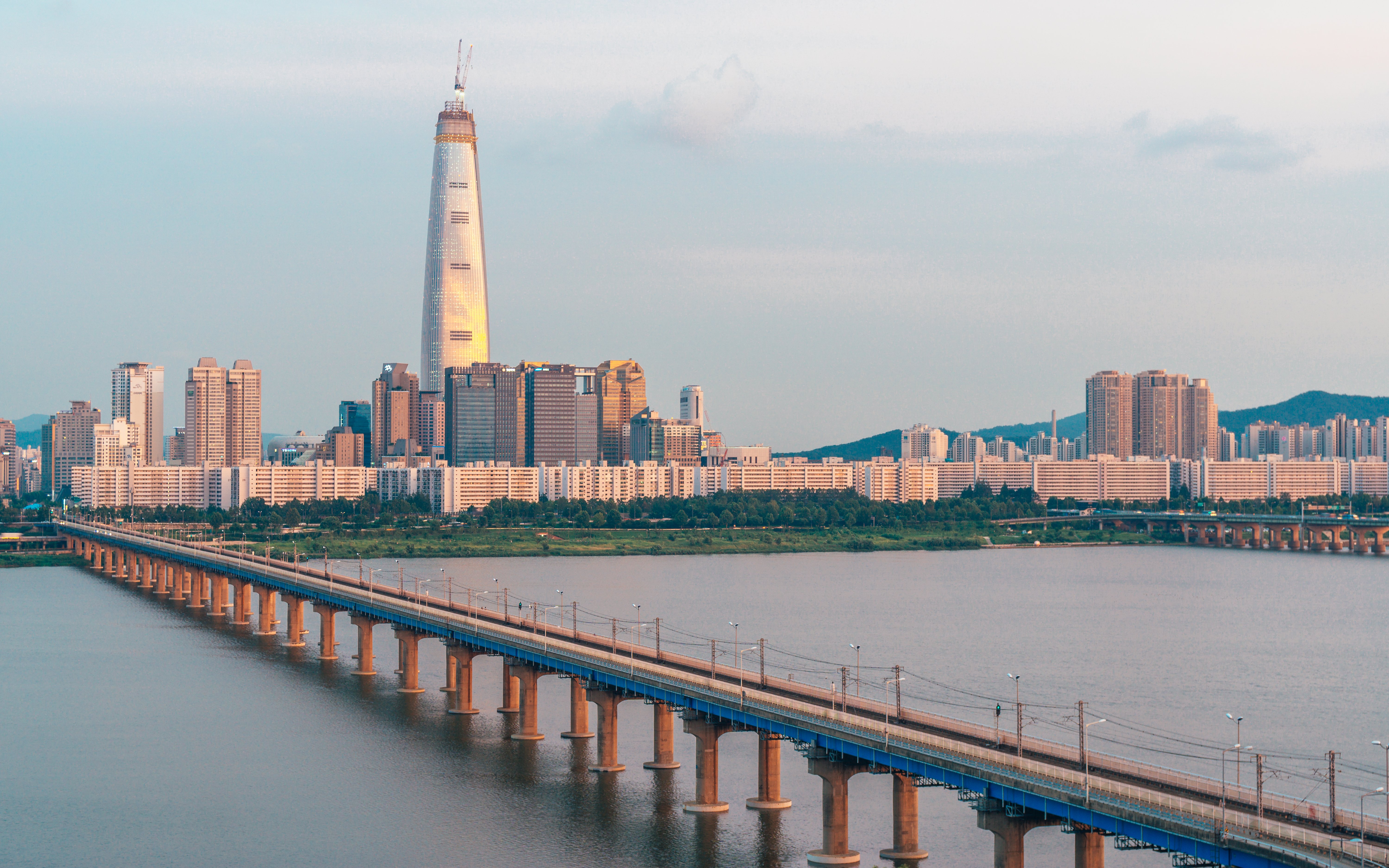